# 斐霞
斐霞（Martin Fischer，1882年4月13日—1961年1月23日）是一位德国外交官，他曾經是纳粹党黨員。

## 生平
斐霞曾学习法学。1907年4月，他前往外交部工作。同年，外交部派他到中国担任翻译。斐霞在中国一直任职至1944年，不過1918至1926年期間在挪威任职。1931年起，斐霞擔任公使馆参赞，后来又成为大使馆参赞。1939年至1944年间任北京、南京、上海的总领事。1957年，斐霞參與組建德国亚洲文化协会。